# Música bizantina

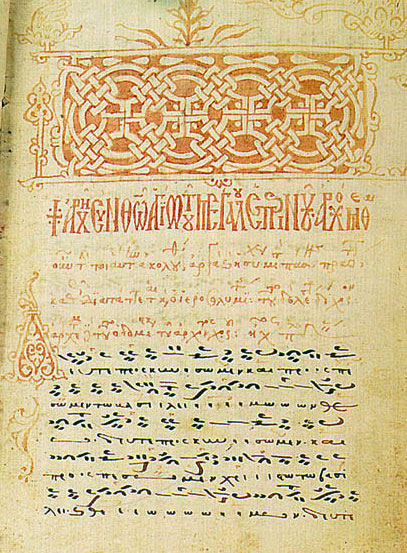
Manuscrito musical bizantino, 1433.

Música bizantina foi a música praticada durante o Império Bizantino, com propósitos fundamentalmente cerimoniais, festivos ou religiosos. Os motivos eclesiásticos e a generalidade dos programas musicais são muito semelhantes aos da Música da Grécia Antiga. Entre os gêneros de música da Antiguidade, é aquele do qual se conhecem com maior precisão as formas de interpretação e os vários autores, sobretudo a partir do século V sendo por vezes conhecido o contexto particular de determinadas obras. É baseado no octoeco.

## História
A tradição do canto litúrgico oriental, que engloba o território de língua grega, desenvolveu-se a partir da capital Constantinopla em 330 d.C. até à sua queda em 1453. É de origem composta, tendo como fonte as produções artísticas e técnicas da idade clássica grega, e inspirada pela música vocal monofónica criada nas cidades gregas cristãs de Alexandria, Antioquia e Éfeso. A música bizantina é modal e dependente do sistema de sons chamado octoeco. O sistema tem origem provavelmente na Jerusalém do século V, com evidente base nos modos gregos clássicos, mas também com possível influência hebreia.
Os manuscritos de canto bizantino datam de a partir do século IX, enquanto os lecionários de leitura bíblica em notação ekfonética (um sistema gráfico primitivo desenhado para indicar a forma de recitar os sermões das escrituras), tendo início cerca de um século antes e continuando a ser usado até aos séculos XII ou XIII. O conhecimento contemporâneo do período mais antigo tem origem nos typicon, escrituras patrísticas e narrativas medievais. Vários exemplares de textos de hinos de comunhão sobreviveram até aos nossos dias. Alguns deles usam os esquemas métricos da poesia clássica grega, embora as alterações na pronúncia tenham tirado o sentido a essa métrica e, excepto quando eram imitadas as formas clássicas, os hinos bizantinos dos séculos seguintes alternam entre prosa e poesia, não apresentam rimas e têm versos de comprimento irregular.[carece de fontes?]
O termo comum para um hino curto de uma estrofe, ou um entre uma série de estrofes, é tropário. Um dos exemplos mais notáveis, cuja existência é confirmada já no século IV, é o hino das Vésperas de Páscoa Phos Hilaron ("Oh Luz Resplandescente"). O hino O Monogenes Yios, dedicado ao imperador Justiniano I (527-565), figura na parte introdutória da Divina Liturgia. Provavelmente o mais antigo conjunto de troparia cujo autor é conhecido sejam os do monge Auxentios (primeira metade do século V.[carece de fontes?]
O canto bizantino teve sua primeira reforma no século XIII, de quando data o sistema conhecido como "octoeco papádico", publicizado especialmente por João Cucuzeles. No século XIV, foi acrescentado o pedal que até hoje o caracteriza. No século XVII, Pedro Peloponésio aumentou a diversidade de gêneros aceitos na tradição. O século XIX viu ainda duas grandes reformas do canto pelo Patriarcado Ecumênico de Constantinopla.